# Mikaël Cherel
Mikaël Cherel (Saint-Hilaire-du-Harcouët, 17 maart 1986) is een Frans voormalig wielrenner die in 2023 zijn carrière afsloot bij AG2R Citroën.

## Carrière
Bij de junioren won Cherel in 2003 het Franse kampioenschap op de weg. Op het wereldkampioenschap werd hij achtste in dezelfde discipline. In februari 2004 won hij het eindklassement in de Trophée Centre Morbihan. Later dat jaar werd hij onder meer derde in het eindklassement van de Ronde van Toscane, vierde in dat van de Ronde van de Vaud, zesde in dat van Luik-La Gleize en zesde in dat van de GP Güebliland. Tussendoor won hij de proloog in de Ronde des Vallées.
Na een stage eind 2006 werd Cherel in juni 2007 prof bij Française des Jeux. In zijn debuutjaar reed hij onder meer de Eneco Tour en de Ronde van Polen. In totaal zou hij driënhalf seizoen bij Française des Jeux blijven, waarna hij de overstap naar AG2R La Mondiale maakte. Namens die ploeg kwam hij in april 2011 dicht bij een profzege: in de derde rit van de Ronde van Romandië, was enkel Aleksandr Vinokoerov sneller in de sprint. Hoewel Cherel nog protesteerde omdat Vino hem zou hebben gehinderd, mocht de Kazach als winnaar het podium betreden. Een jaar later maakte hij zijn debuut in de Ronde van Frankrijk. In de proloog bleef hij enkel Roy Curvers voor. In de slotrit kwam hij, op drie kilometer van het einde, ernstig ten val, wat hem een scheur in zijn bekken opleverde.

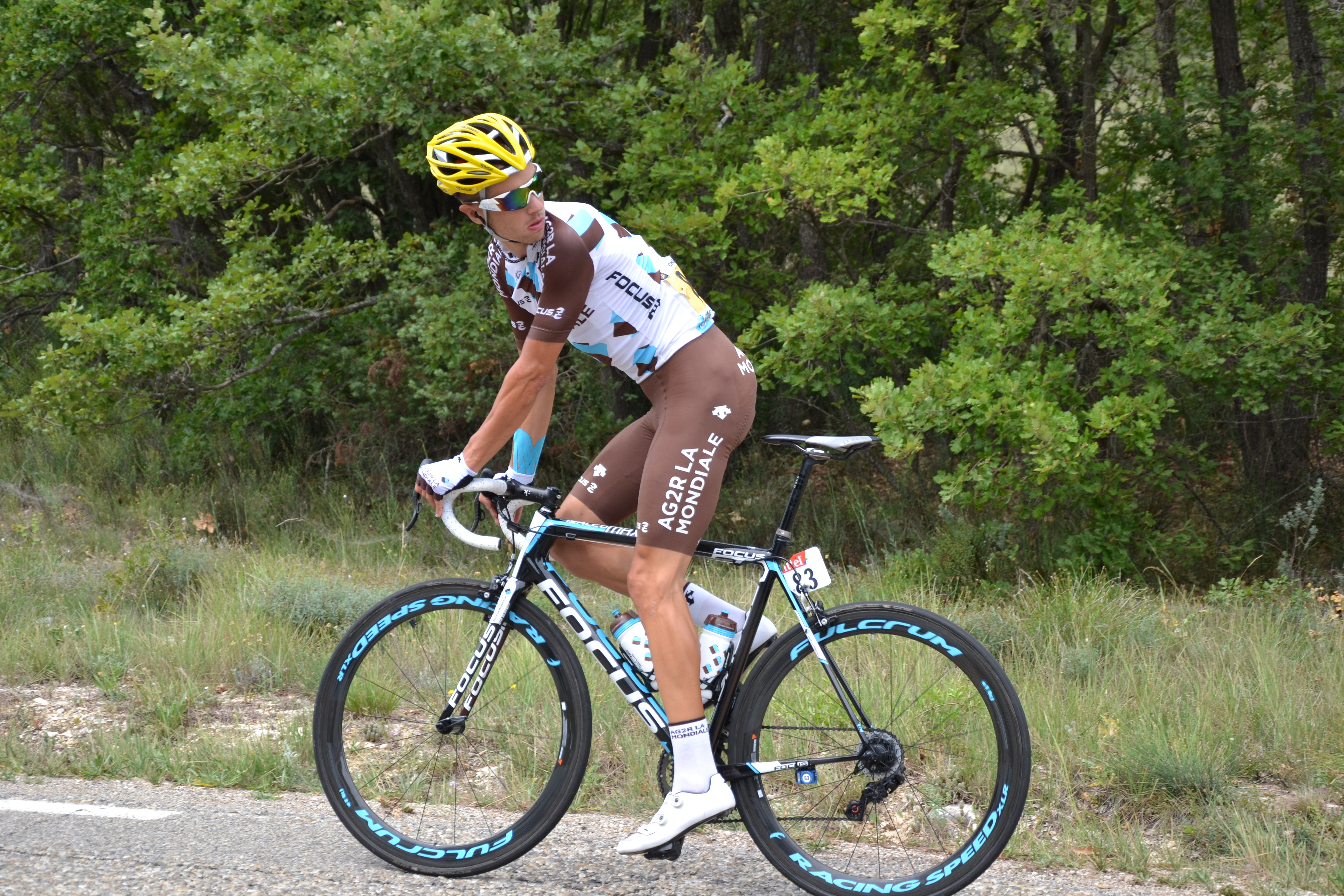
Cherel tijdens de vijftiende etappe in de Ronde van Frankrijk in 2014

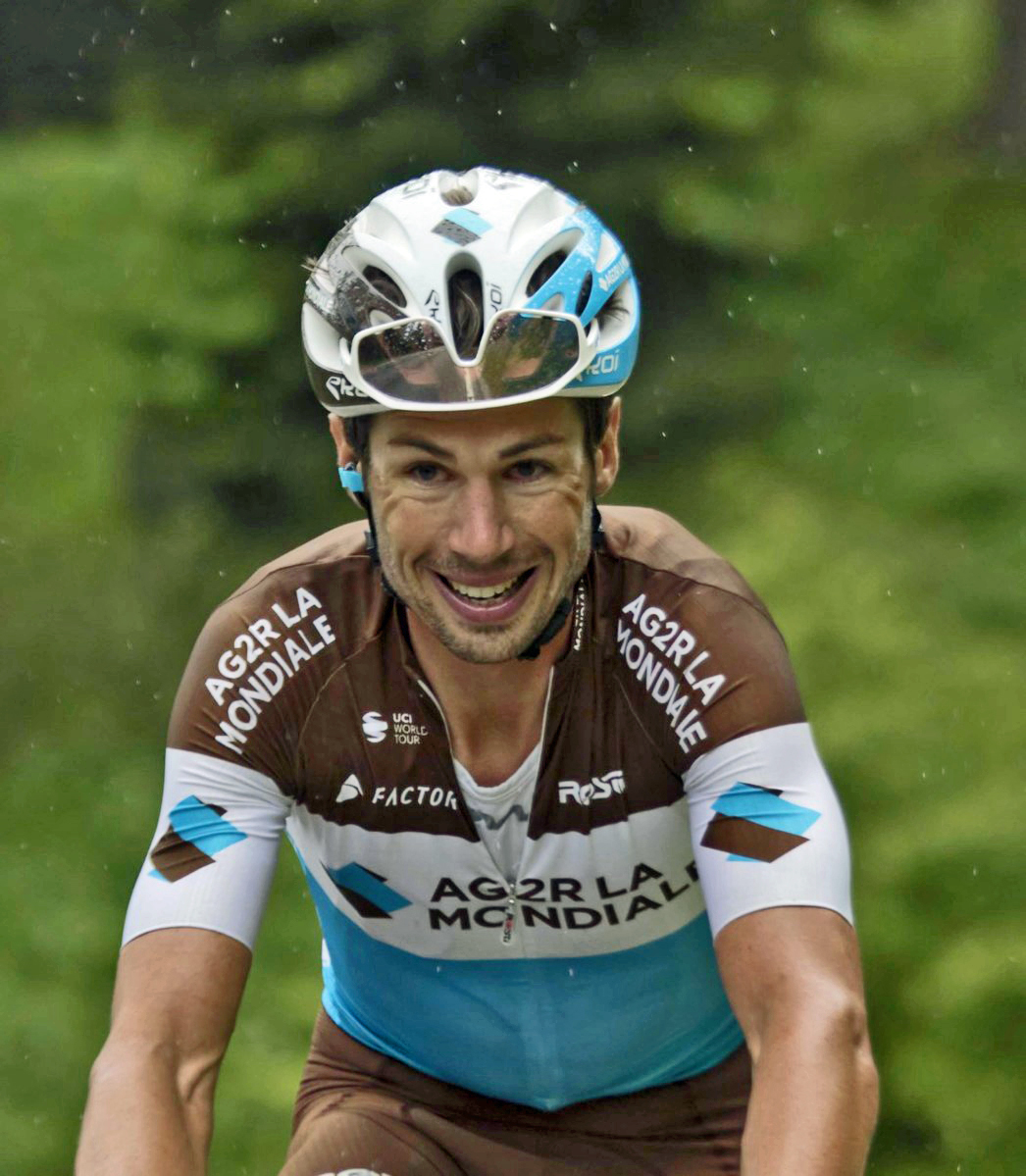
Cherel in 2018

Cherel reed de Ronde van Frankrijk in 2022 niet uit, omdat hij uit koers werd gehaald na een positieve test op COVID-19.
Na dertien seizoenen – zonder zege – bij AG2R sloot Cherel in 2023 zijn carrière af bij die ploeg. In zijn jaren als prof was hij voornamelijk knecht voor zijn kopman(nen), wat er mede toe geleid heeft dat hij nooit een profzege heeft weten te behalen. In totaal nam hij achttien keer deel aan een Grote Ronde, waarvan hij er veertien uitreed. Zijn beste klassering was een achttiende plaats in de Ronde van Frankrijk van 2015. Daarnaast startte hij 26 keer in een Monument, waarvan hij er achttien uitreed.

## Overwinningen
2003
 Frans kampioen op de weg, Junioren
2004
Proloog Ronde des Vallées
Eindklassement Trophée Centre Morbihan

## Resultaten in voornaamste wedstrijden
| Jaar | Ronde van Italië | Ronde van Frankrijk | Ronde van Spanje |
| ---- | ---------------- | ------------------- | ---------------- |
| 2008 | opgave           |                     |                  |
| 2009 |                  |                     | 25e              |
| 2010 |                  |                     | 62e              |
| 2011 | 61e              |                     |                  |
| 2012 |                  | 62e                 |                  |
| 2013 |                  |                     | 56e              |
| 2014 |                  | 59e                 |                  |
| 2015 |                  | 18e                 | 51e              |
| 2016 |                  | 57e                 |                  |
| 2017 |                  |                     |                  |
| 2018 | opgave           |                     | 97e              |
| 2019 |                  | 34e                 |                  |
| 2020 |                  | 26e                 |                  |
| 2021 |                  |                     | 45e              |
| 2022 | 23e              | opgave              |                  |
| 2023 | opgave           |                     | 56e              |

| Jaar | Milaan-San Remo | Ronde van Vlaanderen | Amstel Gold Race | Luik-Bast.‑Luik | Ronde van Lombardije | Parijs-Tours | Waalse Pijl |  | Wereldranglijsten |
| ---- | --------------- | -------------------- | ---------------- | --------------- | -------------------- | ------------ | ----------- |  | ----------------- |
| 2008 |                 |                      |                  | opgave          |                      |              |             |  |                   |
| 2009 | 80e             |                      | 101e             | opgave          | 48e                  | 52e          |             |  | 200e (UWK)        |
| 2010 |                 | opgave               |                  |                 |                      |              |             |  |                   |
| 2011 |                 |                      | 38e              | opgave          | opgave               |              |             |  | 171e (UWT)        |
| 2012 |                 |                      | 32e              | 42e             |                      |              | 54e         |  | 214e (UWT)        |
| 2013 |                 |                      | 41e              | 60e             | 27e                  |              | 62e         |  |                   |
| 2014 |                 |                      | 41e              | 47e             | 46e                  |              | 39e         |  | 174e (UWT)        |
| 2015 |                 |                      | 85e              | 52e             |                      |              | 63e         |  | 143e (UWT)        |
| 2016 |                 |                      | opgave           | 45e             | opgave               |              | 51e         |  |                   |
| 2017 |                 |                      | 83e              | 87e             | 43e                  |              | 44e         |  | 267e (UWT)        |
| 2018 |                 |                      |                  | 49e             | 76e                  |              |             |  |                   |
| 2019 |                 |                      | 51e              | 76e             | opgave               |              | 37e         |  |                   |
| 2020 |                 |                      |                  | 108e            |                      |              | 82e         |  |                   |
| 2021 |                 |                      |                  |                 |                      |              |             |  |                   |
| 2022 | 119e            |                      | 67e              | 62e             |                      |              | 87e         |  |                   |
| 2023 |                 |                      | opgave           | 81e             |                      |              | 43e         |  |                   |

## Ploegen
- 2006 –  Française des Jeux (stagiair vanaf 1 augustus)
- 2007 –  Française des Jeux (vanaf 1 juni)
- 2008 –  Française des Jeux
- 2009 –  Française des Jeux
- 2010 –  Française des Jeux
- 2011 –  AG2R La Mondiale
- 2012 –  AG2R La Mondiale
- 2013 –  AG2R La Mondiale
- 2014 –  AG2R La Mondiale
- 2015 –  AG2R La Mondiale
- 2016 –  AG2R La Mondiale
- 2017 –  AG2R La Mondiale
- 2018 –  AG2R La Mondiale
- 2019 –  AG2R La Mondiale
- 2020 –  AG2R La Mondiale
- 2021 –  AG2R Citroën Team
- 2022 –  AG2R Citroën Team
- 2023 –  AG2R Citroën Team

Auger ·
Bichot ·
Casar ·
Da Cruz ·
Delage ·
Detilloux ·
Di Grégorio ·
Eisel ·
Finot ·
Gérard ·
Gilbert ·
Guesdon ·
Jégou ·
Joly ·
Ladagnous ·
Larsson ·
Leblacher ·
Löfkvist ·
McGee ·
McLeod ·
Mengin ·
Monnerais ·
Mourey ·
Patanchon ·
Roy ·
Vaugrenard ·
Veikkanen ·
Cherel (stagiair) ·
Gudsell (stagiair) ·
Jeandesboz (stagiair) 
Auger ·
Casar ·
Chavanel ·
Cherel ·
Da Cruz ·
Delage ·
Detilloux ·
Di Grégorio ·
Gérard ·
Gilbert ·
Gudsell ·
Guesdon ·
Jégou ·
Joly (tot 30/06) ·
Ladagnous ·
Lindgren ·
Löfkvist ·
Marichal ·
McGee ·
McLeod ·
Mengin ·
Monnerais ·
Mourey ·
Patanchon ·
Roy ·
Vaugrenard ·
Veikkanen ·
Demaret (stagiair) ·
Offredo (stagiair) ·
Roux (stagiair) 
Casar ·
Chavanel ·
Cherel ·
Coppel ·
Delage ·
Di Grégorio ·
Gérard ·
Gilbert ·
Gudsell ·
Guesdon ·
Hoetarovitsj ·
Jégou ·
Joly ·
Ladagnous ·
Le Boulanger ·
Levarlet ·
Meersman ·
Mengin ·
Monnerais ·
Mourey ·
Offredo ·
Roux ·
Roy ·
Stubbe ·
Vanendert ·
Vaugrenard ·
Veikkanen ·
Dauga (stagiair) ·
Duval (stagiair) ·
Sulzberger (stagiair) 
Casar ·
Chavanel ·
Cherel ·
Coppel ·
Di Grégorio ·
Duval ·
Gérard ·
Geslin ·
Gudsell ·
Guesdon ·
Hoetarovitsj ·
Joly ·
Ladagnous ·
Le Mével ·
Levarlet ·
Meersman ·
Mourey ·
Offredo ·
Roux ·
Roy ·
Sulzberger ·
Vaugrenard ·
Veikkanen ·
Bar (stagiair) · 
Courteille (stagiair) ·
Dauga (stagiair) 
Bérard ·
Bonnafond ·
Bouet ·
Champion ·
Cherel ·
Dessel ·
Dupont ·
Elmiger ·
Gadret ·
Gastauer ·
Goddaert · 
Hinault ·
Houanard ·
Kadri ·
Krivtsov ·
Le Lay ·
Lemarchand · 
Loubet ·
Minard ·
Mondory ·
Montaguti ·
Nocentini ·
Péraud ·
Perget ·
Ravard ·
Riblon ·
Roche ·
Domont (stagiair) ·
Martinez (stagiair) · 
Teychenne (stagiair)
Bardet ·
Belletti ·
Bérard ·
Bonnafond ·
Bouet ·
Casper ·
Cherel ·
Dupont ·
Elmiger ·
Gadret ·
Gastauer ·
Gazvoda ·
Georges ·
Goddaert · 
Hinault ·
Houanard ·
Kadri ·
Lemarchand · 
Minard ·
Mondory ·
Montaguti ·
Nocentini ·
Péraud ·
Perget ·
Ravard ·
Riblon ·
Roche ·
Sjpilevski ·
Zargari ·
Teychenne (stagiair) ·
Chavanne (stagiair) ·
Raibaud (stagiair)
Appollonio ·
Bagdonas ·
Bardet ·
Belletti ·
Bérard ·
Betancur ·
Bonnafond ·
Bouet ·
Chainel ·
Cherel ·
Domont ·
Dumoulin ·
Dupont ·
Gadret ·
Gastauer ·
Georges (tot 31/05) ·
Hoetarovitsj ·
Houle ·
Iglinski ·
Kadri ·
Kern · 
Minard ·
Mondory ·
Montaguti ·
Nocentini ·
Péraud ·
Pozzovivo ·
Ravard ·
Riblon ·
Brun (stagiair) ·
Chavanne (stagiair) ·
Latour (stagiair)
Appollonio · Bagdonas · Bardet · Bérard · Betancur · Bonnafond · Bouet · Chainel · Cherel · Daniel · Domont · Dumoulin · Dupont · Gastauer · Gaudin · Gougeard · Gretsch · Houle · Hoetarovitsj · Kadri · Kern · Minard · Mondory · Montaguti ·  Nocentini · Péraud · Pozzovivo · Riblon · Turgot · Vuillermoz · Bidard (stagiair) · Denz (stagiair) · Raibaud (stagiair)
Bagdonas · Bakelants · Bardet · Bérard · Betancur · Bonnafond · Cherel · Daniel · Denz · Domont · Dumoulin · Dupont · Gastauer · Gaudin · Gougeard · Gretsch · Houle · Jauregui · Kadri · Latour · Minard · Mondory · Montaguti ·  Nocentini · Péraud · Pozzovivo · Riblon · Turgot · Vansummeren · Vuillermoz · Bidard (stagiair) · Campistrous (stagiair) · Pereira (stagiair)
Bagdonas · Bakelants · Bardet · Bérard · Bidard · Bonnafond · Cherel · Daniel · Denz · Domont · Dumoulin · Dupont · Gastauer · Gaudin · Gautier · Gougeard · Gretsch · Houle · Jauregui · Kadri · Latour · Minard · Montaguti · Péraud · Pozzovivo · Riblon · Sergent · Turgot · Vansummeren · Vuillermoz · Cosnefroy (stagiair) · Fabre (stagiair) · Rochas (stagiair)
Bagdonas · Bakelants · Barbier · Bardet · Bérard · Bidard · Cherel · Chevrier · Cosnefroy · Denz · Domont · Dumoulin · Dupont · Duval · Enger · Frank · Gastauer · Gautier · Geniez · Gougeard · Houle · Jauregui · Latour · Montaguti · Naesen · Peters · Pozzovivo · Riblon · Vandenbergh · Vuillermoz · Doléatto (stagiair) · Geniets (stagiair) · Russo (stagiair)
Bagdonas · Bakelants · Barbier · Bardet · Bidard · Cherel · Chevrier · Cosnefroy · Denz · Dillier · Domont · Dumoulin · Dupont · Duval · Frank · Gallopin · Gastauer · Gautier · Geniez · Gougeard · Jauregui · Latour · Montaguti · Naesen · Peters · Vandenbergh · Venturini · Vuillermoz
Bagdonas · Bardet · Bidard · Bouchard · Cherel · Chevrier · Cosnefroy · Denz · Dillier · Domont · Dumoulin · Dupont · Duval · Frank · Gallopin · Gastauer · Geniez · Godon · Gougeard · Hänninen · Jauregui · Latour · Naesen · Paret-Peintre · Peters · Vandenbergh · Venturini · Vuillermoz · Warbasse · Champoussin (stagiair) · Hänninen (stagiair) · Jorgenson (stagiair) · Jullien (stagiair)
Bardet · Bidard · Bouchard · Champoussin (vanaf 1 april) · Cherel · Chevrier · Cosnefroy · Dillier · Domont · Duval · Frank · Gallopin · Gastauer · Geniez · Godon · Gougeard · Hänninen · Jauregui · Latour · L. Naesen · O. Naesen · Paret-Peintre · Peters · Tanfield · Vandenbergh · Vendrame · Venturini · Vuillermoz · Warbasse · Jullien (stagiair) · Reugel (stagiair) · Verger (stagiair)
Bidard · Bouchard · Calmejane · Champoussin · Cherel · Cosnefroy · Dewulf · Duval · Franktot en met 20 juni · Gallopin · Gastauer · Godon · Gougeard · Hänninen ·  Jullien · Jungels · L. Naesen · O. Naesen · O'Connor · Paret-Peintre · Peters · Prodhomme · Sarreau · Schär · Touzé · Van Avermaet · Van Hoecke · Vendrame · Venturini · Warbasse · Delphis (stagiair) · Lapeira (stagiair) · Retailleau (stagiair)
Berthet · Bouchard · Calmejane · Champoussin · Cherel · Cosnefroy · Dewulf · Gall · Godon · Hänninen ·  Jullien · Jungels · Lapeira · L. Naesen · O. Naesen · O'Connor · A. Paret-Peintre · V. Paret-Peintre · Peters · Prodhomme · Raugel · Retailleau (vanaf 1/8) · Sarreau · Schär · Touzé · Van Avermaet · Van Hoecke · Vendrame · Venturini · Warbasse · Delphis (stagiair) · Gautherat (stagiair) · Tronchon (stagiair)
Baudin · Berthet · Bonnamour · Bouchard · Cherel · Cosnefroy · Dewulf · Gall · Gautherat · Godon · Hänninen · Labrosse (Vanaf 1/8) ·  Lapeira · L. Naesen · O. Naesen · O'Connor · A. Paret-Peintre · V. Paret-Peintre · Peters · Prodhomme · Raugel · Retailleau · Sarreau · Schär · Touzé · Tronchon · Van Avermaet · Vendrame · Venturini · Warbasse · Chaussinand (stagiair) · Veistroffer (stagiair) · Verschuren (stagiair)